# Igor Akinfejev
Igor Vladimirovič Akinfejev (rusky Игорь Владимирович Акинфеев; * 8. dubna 1986, Vidnoje, Sovětský svaz) je ruský fotbalový brankář a bývalý reprezentant, který hraje za klub CSKA Moskva. Účastník EURA 2004, EURA 2008, EURA 2012, EURA 2016 a Mistrovství světa 2014 v Brazílii a domácího Mistrovství světa 2018 v Rusku.

## Klubová kariéra
Akinfejev je odchovancem celku CSKA Moskva, ve kterém působí od roku 1991.
Ve věku 16 let debutoval v profesionálním fotbale, když roku 2003 odchytal zápas proti týmu Křídla Sovětů Samara a chycením penalty udržel čisté konto.
S CSKA získal řadu trofejí, mj. v ruské lize, ruském poháru a také v Poháru UEFA v sezóně 2004/05.
V brance CSKA se stal prvním ruským brankářem se 300 zápasy s čistým kontem. Tohoto dosáhl 2. prosince 2018 proti Rostovu.
Dne 17. října 2021 pomohl vychytat výhru 1:0 proti Arsenalu Tula ve svém 400. zápase za CSKA v roli kapitána. Před domácími diváky proti FC Chimki dne 22. listopadu 2021 odehrál 500. zápas v ruské první lize, historicky nejvíce ze všech fotbalistů i v souhrnu s obdobím Sovětského svazu. Mimo to šlo o zároveň jeho 800. profesionální zápas kariéry. V zápase 25. kola ruské nejvyšší soutěže proti FK Ufa odchytal 16. dubna 2022 sedmistý zápas v dresu CSKA.

## Reprezentační kariéra
Igor Akinfejev debutoval v A-mužstvu Ruska v roce 2004.
V kvalifikačním utkání proti Černé Hoře 27. března 2015 byl Akinfejev krátce po začátku utkání (20. sekunda hry) zasažen do hlavy světlicí odpálenou z tribuny domácího sektoru a byl odvezen na vyšetření do nemocnice. Rozhodčí Deniz Aytekin po půlhodině prodlevy nechal pokračovat ve hře, ale nakonec v 67. minutě zápas za stavu 0:0 ukončil kvůli potyčkám hráčů a nepokojům na tribunách. Podle týmového lékaře utrpěl Akinfejev otřes mozku a popáleniny.

### EURO 2004
Zúčastnil se EURA 2004 v Portugalsku jako třetí brankář (vyřazení Ruska v základní skupině).

### EURO 2008
Představil se na EURU 2008 v Rakousku a Švýcarsku (zde již v roli brankářské jedničky). Svými výkony pomohl sborné k postupu do semifinále turnaje.

### EURO 2012
Na evropském šampionátu EURO 2012 v Polsku a na Ukrajině neodchytal ani jeden zápas v základní skupině A, po níž se ruský tým rozloučil s turnajem (jedničkou v bráně byl Vjačeslav Malafejev).

### MS 2014
Italský trenér Ruska Fabio Capello jej vzal na Mistrovství světa 2014 v Brazílii, spolu s ním byli nominováni brankáři Jurij Lodygin ze Zenitu Petrohrad a Sergej Ryžikov z Rubinu Kazaň. V prvním zápase základní skupině H proti Jižní Koreji vyrobil minelu, která znamenala vedení soupeře. Střelu mířící přímo na něj si srazil do sítě. Rusové stačili pouze vyrovnat na konečných 1:1. Ve druhém utkání proti Belgii (porážka 0:1) inkasoval gól těsně před koncem v 88. minutě z kopačky Divocka Origiho. V posledním zápase proti Alžírsku nedůrazně vyběhl proti centrovanému míči a útočník soupeře Islám Slimaní hlavičkoval do opuštěné brány (vstřelil gól na konečných 1:1). Akinfejev byl před inkriminovanou situací oslepován zeleným laserovým paprskem z hlediště, na což si ruská výprava stěžovala. Rusko obsadilo se dvěma body nepostupové třetí místo ve skupině.

### EURO 2016
Trenér Leonid Sluckij jej zařadil do závěrečné 23členné nominace na EURO 2016 ve Francii, kde Rusko obsadilo se ziskem jediného bodu poslední čtvrté místo v základní skupině B. Akinfejev odchytal na turnaji všechny tři zápasy svého týmu ve skupině.